# 제이컵 시프
제이컵 헨리 쉬프(Jacob Henry Schiff, 1847년 1월 10일 - 1920년 9월 25일)는 독일 태생의 유대계 미국인 은행가이자 자선 사업가였다.
독일 프랑크푸르트에서 태어났을 때의 독일어 이름은 야코프 하인리히 쉬프(Jacob Heinrich Schiff)로 이후 미국 남북전쟁이 끝난 후에 미국으로 건너갔고, 이후 쿤 로브 사에 들어갔다. 월스트리트에서의 탄탄한 기반을 바탕으로 그는 당대의 모든 주요한 유대인 이슈와 문제를 쥐고서 1880년에서 1920년 사이에 가장 선도적인 유대계 지도자가 되었으며, 이 시기는 이후 ‘쉬프기’라고 알려지게 된다. 이 시기의 주요 이슈들로는 러시아 짜르 치하의 대박해와 미국과 국제적인 반유대주의, 궁핍한 유대인 이민자들의 보호와 시오니즘의 부상 등이 있었다. 그는 또한 뉴욕의 내셔널 시티뱅크, ‘이퀴터블 생명보험 협회’, ‘웰즈 파고 앤 컴퍼니’, 그리고 유니언 퍼시픽 철도 등 많은 중요한 회사들의 중역이기도 했으며, 많은 부분에서 E.H 해리먼사와 연관이 있었다.
러일 전쟁시 당시 일본은행 부총재였던 다카하시 고레키요의 요청에 따라 일본의 전쟁 국채(war bond)를 구입한 공으로 훗날 메이지 천황으로부터 훈1등 욱일대수장을 받았다.

## 생애
쉬프는 1847년 독일 프랑크푸르트의 옛 유대인 가정에서 모세스 쉬프와 클라라 니더호프하임의 아들로 태어났다. 그의 조상은 1370년부터 프랑크푸르트에 정착한 명망있는 아슈케나즈 유대인 랍비 가문이었다. 아버지 모세스 쉬프는 로스차일드 가문을 위해 일하는 중계인(브로커)이었다. 쉬프는 프랑크푸르트의 학교에서 교육을 받았으며, 1861년 처음에 고용될 때는 도제로서 은행업과 중계업을 하는 업무를 했다. 1865년 4월 남북전쟁이 끝난 후에 쉬프는 미국으로 건너가 8월 6일 뉴욕 시에 도착했다. 1866년 11월 21일 그는 중계인으로서의 면허를 취득하였고, 벗지 쉬프 앤 컴퍼니 회사에 합류했다. 1870년 9월에는 귀화를 한 미국 시민이 되었다.
1872년 벗지, 쉬프 앤 컴퍼니가 없어지자마자, 쉬프는 독일로 돌아가기로 결정했다. 1873년, 런던 앤 핸세아틱 뱅크의 함부르크 지점장이 되었다. 그러나 그 해말 부친이 세상을 떠나자 다시 프랑크푸르트로 돌아갔다.
이듬 해 28세가 된 1874년, 쿤 로브 사의 에이브러햄 쿤이 뉴욕으로 돌아오라고 그를 초청했고, 그는 그 회사에 입사를 했다.
1875년, 솔로몬 로브의 딸 테레사와 결혼을 했다. 당시 ‘서반구에서 가장 영향력있는 두 명의 국제은행 가문 중 하나’라고 불린 쿤 로브의 행장에 1885년에 취임했다. 철도, 건설에 투자했고, 뉴욕의 펜실베이니아 역이나 허드슨강 지하횡단터널 등을 건설했으며, 통신회사, 고무 산업, 식품 가공 분야에도 진출했다.
쉬프는 항상 유대인 사회에 강한 유대 관계를 계속 가졌고, 자선 형태로 동포를 위해 공헌했다. 예를 들어 러시아에서 포그롬으로 고통받는 유대인을 해방하시키기 위해 노력했고, 히브리 유니온 대학을 세워 발전을 도왔으며, 뉴욕 공립 도서관에 유대인 섹션을 만들었다. 시오니즘 운동, 미국 적십자, 컬럼비아 대학, 하버드 대학 등에도 많은 기부를 했다.
정치적, 세속적인 시오니즘에 반대했지만, 유대인의 팔레스타인 정착에 많은 기부를 했고, 하이파 공과대학의 설립도 지원했다.

## 러일 전쟁
러일 전쟁 때 일본은행 부총재였던 다카하시 고레키요는 외채 모집을 위해 미국으로 건너와 활동을 벌였지만, 어느 곳도 공채를 사려하지 않았다. 이미 2년 전에 영일 동맹이 체결되어 영국 여러 은행에서 500만 파운드의 채권 인수를 어떻게 든 받게했지만, 바쿠 유전의 이권을 획득한 영국 로스차일드에게 대출을 거절당한다. 제1회 전시 국채 모금에는 1,000만 파운드가 필요했다. 그런 가운데 은행가 만찬에서 옆 자리에 있었던 쉬프로부터 “일본군의 사기가 얼마나 높은가” 등의 질문을 받고, 다카하시가 응답하자 다음날 아침, 500만 파운드의 공채를 쉬프가 맡은 것으로 알려졌다. 1904년 5월 일본은 전시 국채를 발행할 수 있었다.
쉬프는 2억 달러의 융자를 통해 일본을 강력하게 자금 지원함으로써, 일본의 승리와 제정 러시아 붕괴의 계기를 만들었다. 이후 일본은 3회에 걸쳐 7,200만 파운드의 공채를 모집하였고, 쉬프는 독일의 유대계 은행과 리먼 브러더스 등에 호소하여 이것도 목표를 달성할 수 있었다. 결과적으로 일본이 승리를 거두었고, 쉬프는 일부 사람들로부터 ‘유대인 세계지배론’ 을 실제로 옮긴 존재로 간주되게 되었다. 그 이후 쉬프는 다카하시와 친분을 맺었다.
이후 쉬프가 다카하시에 밝힌 바에 따르면 일본에게 융자를 해준 이유는 러시아의 반유대주의와 포그롬에 대한 보복이었다고 한다. 1881년 그리고 1903년 4월, 러시아에서 대규모 포그롬이 일어나고 있었다. “러시아 제국에 대항해서 일어났고, 일본은 신의 지팡이였다”고 회고록에 적고 있다.
러일 전쟁 후 1906년 쉬프는 일본 정부의 초청을 받아 3월 8일에 퍼시픽 메일 기선 회사의 ‘만츄리아’(만주) 호를 타고 샌프란시스코를 출발하여, 3월 25일에 요코하마에 도착하여 그랜드 호텔에 숙박한다. 3월 28일에는 일본 황궁을 방문하여, 메이지 천황으로부터 최고 훈장인 훈1등 욱일대수장을 수여받았다. 쉬프는 구레를 견학한 뒤, 5월 3일, 모지에서 조선 제물포로 향한다.
쉬프의 제정 러시아 타도 공작은 철저했고, 제1차 세계 대전 전후를 통해 세계 대부분의 국가에 대출을 확대했음에도 불구하고, 제정 러시아에 대한 자금 제공은 방해를 했다. 1917년에 레닌, 트로츠키에 각각 2,000만 달러의 자금을 제공하여 러시아 혁명을 지원했다. 그러나 경영자 일족이 쉬프의 족벌이 있었던 퍼스트 내셔널 은행, 뉴욕 록펠러의 체이스 맨해튼 은행, JP모건과 협조하여 소련에 대한 대출을 계속하고 있었다.

## 자선 활동
쉬프는 항상 유대인과의 강한 유대감을 느끼고 있었으며, 이러한 그의 생각은 자선활동으로 표출되었다. 그는 Jewish Industrial Removal Office를 설립하여 뉴욕에 거주하는 유대 이민자들이 미국 서부로 이주하는 것을 도왔으며 텍사스의 갈베스톤을 통해 유대인들이 이주할 수 있도록 했다. 러시아의 폭동 희생자들을 구호 활동을 도왔으며 헤브류 유니온 대학, 뉴욕공립도서관의 유대인 부서 및 American Jewish Committee의 설립을 도왔다.

## 가족
딸 프리다는 바르부르크 가문에 시집을 갔다.

## 같이 보기
- 쿤 로브 상사(영어판)
- 후구계획(육족협화)